# Tournament Players Championship de 1983
O Tournament Players Championship de 1983 foi a décima edição do Tournament Players Championship, realizada entre os dias 24 e 28 de maio no PC Sawgrass de Ponte Vedra Beach, sudeste de Jacksonville, na Flórida, Estados Unidos. Hal Sutton foi o campeão, com 283 tacadas, cinco abaixo do par.

## Local do evento
Este foi o segundo Tournament Players Championship realizado no campo do Estádio TPC Sawgrass, em Ponte Vedra Beach, Flórida, medindo 6 857 jardas (6 270 metros).